# 北托納萬達
北托纳万达（North Tonawanda）是美国纽约州尼亚加拉县的一座城市。2010年人口普查时人口为31568人。 它是布法罗 - 尼亚加拉瀑布大都会统计区的一部分。 该城市以南部边界托纳万达溪命名。 塞内卡语中的Tonawanda是“快速流动的水”。